# Флавиан (Федя)
Архиепи́скоп Флавиа́н (в миру Фёдор Иванович Федя, рум. Fiodor Fedea; 24 февраля 1971, Каркалиу, жудец Тулча, Румыния) — епископ Русской православной старообрядческой церкви в Румынии, архиепископ Славский (с 2000).

## Биография
Родился 24 февраля 1971 года в селе Каркалиу, где провёл большую часть своего детства. Благодаря своему деду он открыл для себя красоту церковного чтения и пения, а с бабушкой Дарьей каждый год совершал паломничество в Славский Успенский монастырь.
Среднее образование продолжал уже в Тулче, в 1989 году он успешно сдал экзамены на степень бакалавра и 11 сентября того же года был призван в армию для несения срочной службы.
Вернувшись 20 сентября 1990 года из армии, он поспешил исполнить своё давнее желание и 17 октября того же года поступил в мужской монастырь в селе Русская Слава. 4 декабря, на престольный праздник в Введенском женском монастыре, епископ Славский Леонид (Самуилов) рукоположил его во чтецы. 17 марта 1992 года пострижен в иночество с именем Флавиан. Его евангельским отцом стал архидиакон Леонтий (Изот). 8 ноября 1992 года на престольный праздник храма великомученика Димитрия Солунского в селе Черкесская Слава хиротонисан в сан иеродиакона.
В монастыре он назначен на должность иконома. Семь последующих лет, в которые иеродиакон Флавиан несёт труды иконома в родном монастыре, сегодня вспоминают как годы расцвета обители. С большой заботой и любовью иеродиакон Флавиан относится к храму, его внутреннему убранству, территории монастыря. В то время началось восстановление старинной обители, которое идёт по сей день.
9 марта 1997 года иеродиакон Флавиан хиротонисан в сан священноинока (иеромонаха). 5 июня 2000 года архиепископом Софронием (Липалитом) был возведён в достоинство архимандрита, а 5 июня митрополитом Белокриницким Леонтием (Изотом) и архиепископом Софронием рукоположён в сан епископа. 24 июня 2000 года в храме Рождества Иоанна Предтечи в селе Мануйловка возведён в достоинство архиепископа.
С 2002 года управляет также Добруджской епархией. Преподаёт в старообрядческом классе Румынской православной духовной семинарии.
Чаще других иерархов РПСЦ в Румынии посещал свою историческую родину: он бывал в России в 2004, 2008, 2011 и 2014 годах.
В 2016 года успешно защитил диплом магистра богословия в Констанце, получив таким образом высшее духовное образование.